# Huta Bardzyńska
Huta Bardzyńska – wieś w Polsce położona w województwie łódzkim, w powiecie poddębickim, w gminie Dalików.
W latach 1975–1998 miejscowość administracyjnie należała do województwa sieradzkiego.
Na terenie wsi znajduje się cmentarz ewangelicko-augsburski.